# Großer Markt 4 (Perleberg)

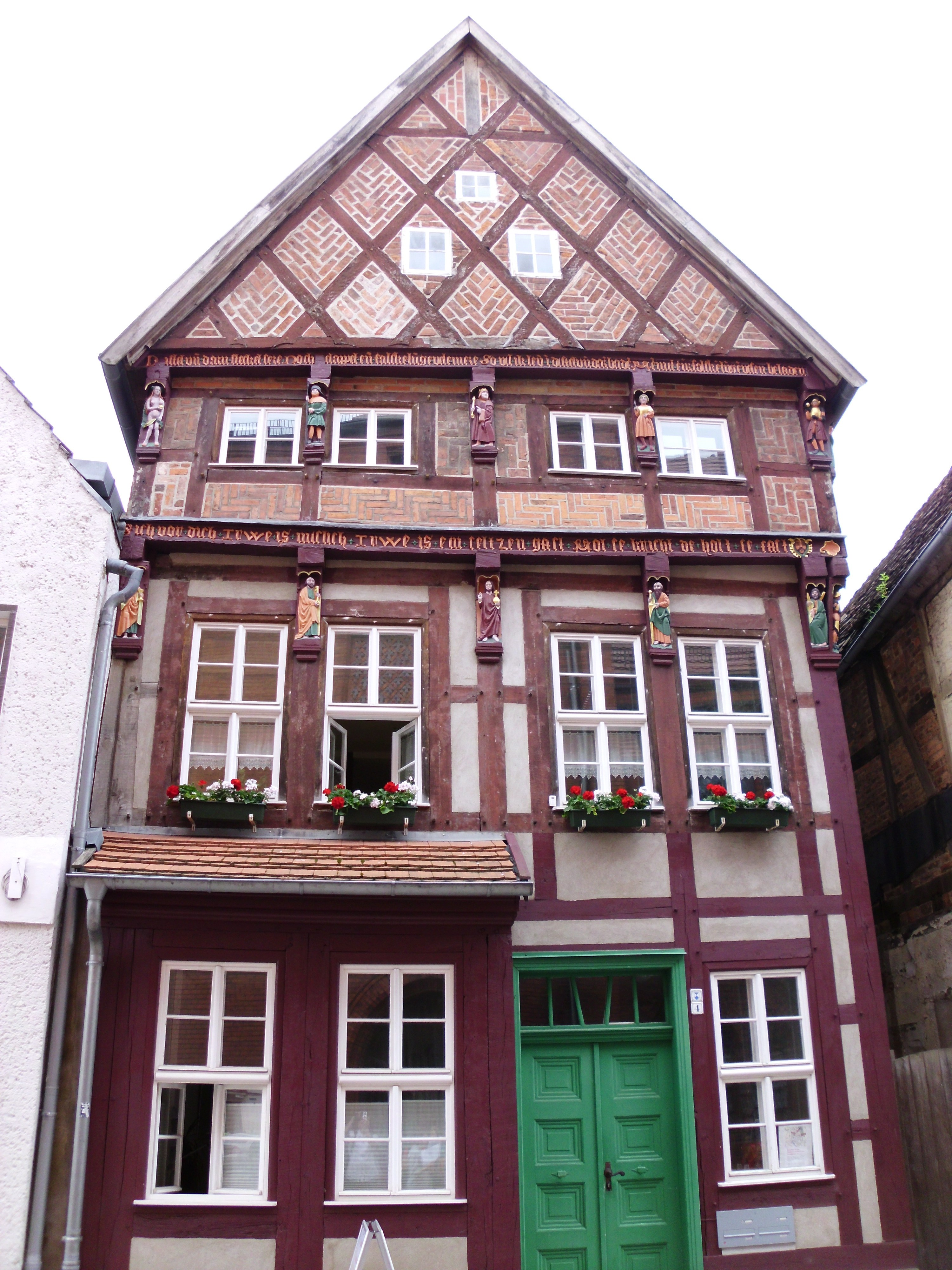
Groß Markt 4, Perleberg

Das denkmalgeschützte Gebäude Großer Markt 4 ist eines der ältesten Fachwerkhäuser in Perleberg. Es befindet sich in direkter Nachbarschaft zum Rathaus. In ihm ist heute der Tourismusverband Prignitz e.V. ansässig.

## Beschreibung
Der Giebel des Gebäudes besteht aus rautenförmige Gefache, was darauf hindeutet, dass es aus dem 17. Jahrhundert stammt. Im Gegensatz dazu sind die Gefache der unteren Geschosse rechteckig. Dass das Grundstück schon im frühen Mittelalter bebaut war, darauf deutet der Keller mit Tonnengewölbe hin. Die Halle im Erdgeschoss hat eine Deckenhöhe von fünf Metern. Die zwei darüberliegenden Geschosse sind deutlich niedriger.
Auf Vorsprüngen befinden sich 13 etwa 80 cm hohe und 24 cm breite Knaggenfiguren, die Jesus Christus, vier Apostel (Paulus von Tarsus, Simon Petrus, Johannes und Andreas), Christophorus, Georg, einen König, einen Ritter, einen Knappen, einen Kriegsknecht, eine Bürgerfrau und eine unbekleidete Frau darstellen. Die Hintergrundfläche der Figuren ist geneigt und über ihnen befindet sich jeweils ein Baldachin.
Auf dem Balken oberhalb der Knaggenfiguren steht in frühneuhochdeutscher Sprache:

„Distel un̄ darn stecket sere Noch dappel en̄ falske tùge vele mere So vil ik lev i distel un̄ dà badè wè mit en̄e falske tuge wesen beladen“

„Distel und Dornen stechen sehr, eine falsche Zunge noch viel mehr. So will ich lieber in Distel und Dornen baden, als mit einer falschen Zunge sein beladen.“

Die Inschrift auf dem Balken zwischen den zweireihig angeordneten Figuren lautet:

„Sich vor dich Trvve is mislich Trvve is ein seltzen gast wol se kricht de holt se fast.“

„Aus Vergangenheit und Gegenwart, S. 53 (Übersetzung dort: „Sieh vor dich. True ist mißlich. Treue ist ein seltener Gast, wer sie kriegt, der hält sie fast.““

Am Ende des Spruchbalkens befindet sich eine sog. Neidmaske, die eventuell die Spannung zu den Ratsherren verdeutlichen soll.
Rechts am Gebäude führte bis etwa 1885 eine schmale Gasse, die sog. Klappstraße, entlang, die die Schuhstraße mit dem Großen Markt verband.

## Geschichte
Das Gebäude wurde 1525 von einem reichen Bürger errichtet, bis zur Mitte des 16. Jahrhunderts wurden auch die Knaggen angebracht, deren Farbe etwa zehn- bis fünfzehn Mal erneuert wurde. Die Figuren stammen aus der Zeit zwischen 1500 und 1520, sodass vermutet wird, dass sie ursprünglich nicht für dieses Gebäude geschaffen wurden. Die zuletzt aufgebrachte Farbschicht stammt von 1953, bis der Bürgerverein Perleberg in den Jahren 2003 bis 2005 alle Knaggenfiguren restaurieren ließ. Für einige Knaggenfiguren wurden Kopien angefertigt und die Originale dem Stadt- und Regionalmuseum Perleberg übergeben. Im Jahr 1891 fand ein grundlegender Innenumbau statt. Die letzte Restaurierung fand 1998 mit Mitteln der Deutschen Stiftung Denkmalschutz statt.